# Last Summer (Lostprophets)
Last Summer è un singolo del gruppo musicale gallese Lostprophets, pubblicato nel 2004 ed estratto dall'album Start Something.

## Tracce
CD 1
1. Last Summer (radio edit) – 3:59
2. Sweet Dreams My LA Ex (Rachel Stevens cover) – 3:36

CD 2
1. Last Summer (radio edit) – 3:59
2. Reptilia (The Strokes cover) – 3:34
3. In the Air Tonight (Phil Collins cover) – 5:23

EP
1. Last Summer (radio edit) – 3:59
2. Boys Don't Cry (The Cure cover) – 2:37
3. Reptilia (The Strokes cover) – 3:34
4. Sweet Dreams My LA Ex (Rachel Stevens cover) – 3:36
5. In the Air Tonight (Phil Collins cover) – 5:23

Vinile
1. Last Summer (radio edit) – 3:59
2. Boys Don't Cry (The Cure cover) – 2:37

## Video
Il videoclip della canzone è stato diretto da The Malloys.

## Formazione
- Ian Watkins – voce
- Jamie Oliver – synth, turntables, sampler, voce
- Lee Gaze – chitarra
- Mike Lewis – chitarra
- Stuart Richardson – basso
- Mike Chiplin – batteria, percussioni